# Llista d'ocells de São Tomé i Príncipe
Aquesta llista d'ocells de São Tomé i Príncipe inclou totes les espècies d'ocells trobats a São Tomé i Príncipe: 142, de les quals 22 en són endemismes, 10 es troben globalment amenaçades d'extinció i 3 hi foren introduïdes.
Els ocells s'ordenen per famílies i espècies:

## Procellariidae
- Puffinus gravis
- Puffinus griseus

## Hydrobatidae
- Oceanites oceanicus
- Hydrobates pelagicus
- Oceanodroma castro

## Phaethontidae
- Phaethon aethereus
- Phaethon lepturus

## Sulidae
- Morus capensis
- Sula dactylatra
- Sula leucogaster

## Phalacrocoracidae
- Phalacrocorax africanus

## Ardeidae
- Ardea cinerea
- Ardea purpurea
- Ardea alba
- Egretta ardesiaca
- Egretta gularis
- Egretta garzetta
- Bubulcus ibis
- Ardeola ralloides
- Butorides striata

## Ciconiidae
- Ciconia ciconia

## Threskiornithidae
- Bostrychia olivacea

## Phoenicopteridae
- Phoenicopterus roseus
- Phoenicopterus minor

## Anatidae
- Dendrocygna bicolor
- Sarkidiornis melanotos

## Pandionidae
- Pandion haliaetus

## Accipitridae
- Milvus aegyptius
- Gypohierax angolensis
- Gyps africanus

## Falconidae
- Falco vespertinus

## Phasianidae
- Francolinus squamatus
- Francolinus afer
- Coturnix delegorguei

## Numididae
- Numida meleagris

## Rallidae
- Rallus caerulescens
- Crecopsis egregia
- Porphyrio alleni
- Gallinula chloropus
- Gallinula angulata

## Glareolidae
- Glareola nordmanni

## Charadriidae
- Pluvialis dominica
- Pluvialis apricaria
- Pluvialis squatarola
- Charadrius dubius
- Charadrius marginatus

## Scolopacidae
- Limosa lapponica
- Numenius phaeopus
- Numenius arquata
- Tringa stagnatilis
- Tringa nebularia
- Tringa ochropus
- Tringa glareola
- Actitis hypoleucos
- Arenaria interpres
- Calidris alba
- Calidris minuta
- Calidris melanotos
- Calidris ferruginea

## Stercorariidae
- Stercorarius pomarinus

## Sternidae
- Sterna sandvicensis
- Sterna hirundo
- Sterna paradisaea
- Sterna anaethetus
- Sterna fuscata
- Chlidonias leucopterus
- Anous minutus
- Anous stolidus

## Columbidae
- Columba livia
- Columba arquatrix
- Columba thomensis
- Columba malherbii
- Columba larvata
- Columba simplex
- Streptopelia senegalensis
- Treron sanctithomae
- Treron calva

## Psittacidae
- Agapornis pullarius
- Psittacus erithacus

## Cuculidae
- Clamator jacobinus
- Clamator glandarius
- Cuculus canorus
- Chrysococcyx klaas
- Chrysococcyx cupreus

## Tytonidae
- Tyto alba

## Strigidae
- Otus senegalensis
- Otus hartlaubi

## Apodidae
- Zoonavena thomensis
- Cypsiurus parvus
- Cypsiurus parvus
- Apus apus
- Apus affinis

## Alcedinidae
- Alcedo nais
- Alcedo thomensis
- Alcedo leucogaster
- Halcyon malimbica
- Ceryle rudis

## Coraciidae
- Coracias garrulus

## Upupidae
- Upupa epops

## Hirundinidae
- Riparia cincta
- Hirundo rustica
- Delichon urbica

## Motacillidae
- Motacilla aguimp

## Turdidae
- Turdus olivaceofuscus

## Cisticolidae
- Prinia molleri

## Sylviidae
- Acrocephalus schoenobaenus
- Sylvia borin
- Amaurocichla bocagei

## Muscicapidae
- Muscicapa striata
- Horizorhinus dohrni

## Monarchidae
- Terpsiphone rufiventer
- Terpsiphone atrochalybeia

## Nectariniidae
- Anabathmis hartlaubii
- Anabathmis newtonii
- Dreptes thomensis
- Cyanomitra olivacea
- Cyanomitra obscura

## Zosteropidae
- Speirops lugubris
- Speirops leucophoeus
- Zosterops ficedulinus
- Zosterops griseovirescens

## Oriolidae
- Oriolus oriolus
- Oriolus crassirostris

## Laniidae
- Lanius minor
- Lanius newtoni

## Dicruridae
- Dicrurus adsimilis
- Dicrurus modestus

## Sturnidae
- Lamprotornis splendidus
- Lamprotornis ornatus
- Onychognathus fulgidus

## Ploceidae
- Ploceus princeps
- Ploceus vitellinus
- Ploceus cucullatus
- Ploceus grandis
- Ploceus melanocephalus
- Ploceus sanctithomae
- Quelea erythrops
- Euplectes hordeaceus
- Euplectes aureus
- Euplectes albonotatus

## Estrildidae
- Nigrita bicolor
- Uraeginthus angolensis
- Estrilda thomensis
- Estrilda astrild
- Spermestes cucullatus

## Viduidae
- Vidua macroura
- Vidua paradisaea

## Fringillidae
- Neospiza concolor
- Serinus mozambicus
- Serinus rufobrunneus[1]